# Наречена для брата
«Наречена для брата» — радянський телефільм 1979 року, знятий режисером Болатом Шмановим на кіностудії «Казахфільм».

## Сюжет
Батирбек, провалившись на вступних іспитах до інституту, повертається додому, до рідного аулу. Його молодший брат, Аян, вирішує допомогти Батирбеку розпочати самостійне життя — побудувати новий будинок і підшукати відповідну наречену.

## У ролях
- Хамар Адамбаєва — Батіма
- Жан Байжанбаєв — Батирбек
- Мірлан Бургумбаєв — Аян
- Танат Жайлібеков — Касимбек-ага
- Куляй Мураталієва — Кульчетай
- Раїса Мухамедьярова — Айша
- Венера Нігматуліна — Раушан
- Куман Тастанбеков — Сакен
- Султан Туралієв — Сапар, друг Аяна
- Мухтар Бахтигерєєв — Абдулла
- Анеш Єржанова — Ракія-апа
- Нукетай Мишбаєва — Озген
- Гінаят Касимханов — завклубом
- Булат Атабаєв — Оралхан

## Знімальна група
- Режисер — Болат Шманов
- Сценарист — Роза Хуснутдінова
- Оператор — Енуар Даулбаєв
- Композитор — Тлес Кажгалієв
- Художник — Віктор Ледньов